# 疑紫蛤
疑紫蛤（学名：Psammotellina ambigua），是帘蛤目紫云蛤科Psammotellina属的一种。主要分布于越南、中国大陆、台湾，常栖息在潮间带。